# Elezioni presidenziali in Georgia del 2013
Le elezioni presidenziali in Georgia del 2013 si tennero il 27 ottobre.

## Risultati
| Candidati             | Partiti                               | Voti      | %     |
| --------------------- | ------------------------------------- | --------- | ----- |
| Giorgi Margvelashvili | Sogno Georgiano                       | 1 012 504 | 62,15 |
| Davit Bakradze        | Movimento Nazionale Unito             | 354 081   | 21,73 |
| Nino Burjanadze       | Movimento Democratico - Georgia Unita | 165 950   | 10,19 |
| Shalva Natelashvili   | Partito Laburista Georgiano           | 46 963    | 2,88  |
| Giorgi Targamadze     | Movimento Cristiano-Democratico       | 17 356    | 1,07  |
| Koba Davitashvili     | Partito Popolare                      | 9 850     | 0,60  |
| Zurab Kharatishvili   | Democratici Europei                   | 3 724     | 0,23  |
| Levan Chachua         | -                                     | 3 093     | 0,19  |
| Nino Chanishvili      | -                                     | 2 278     | 0,14  |
| Sergo Javakhidze      | -                                     | 2 108     | 0,13  |
| Giorgi Liluashvili    | -                                     | 1 909     | 0,12  |
| Akaki Asatiani        | -                                     | 1 576     | 0,10  |
| Altri <0,10%          | -                                     | 7 767     | 0,48  |
| Totale                | Totale                                | 1 629 159 | 100   |